# Дзеливе
Дзеливе (свати Dzeliwe; 1927 — 2003) — королева-регент Свазиленда (1982—1983).

## Биография
Дзеливе была женой короля Свазиленда Собузы II, от которого у неё был сын, принц Хузулвандле Дламини.
После смерти короля Собузы II, Дзеливе была провозглашена королевой-регентом, а принц Созиса Дламини её советником, поскольку наследнику престола принцу Махосетиве Дламини было 14 лет. Весной 1983 года между представителями опекунского совета возникли разногласия, в результате премьер-министр Мабандла Дламини был заменён на Бхекимпи Дламини.
В августе 1983 года Дзеливе была свергнута своими противниками и её сменила Нтфомби, мать наследного принца.
После коронации Махосетиве под именем Мсвати III, которая состоялась в апреле 1986 года, он реорганизовал правительство. Через год, в мае 1987 года 12 человек, которые были участниками переворота, были арестованы. В марте 1988 года они были привлечены к суду, но в июле того же года освобождены из под стражи.
Скончалась в 2003 году в возрасте 75/76 лет.